# Cantón de Cherburgo-Octeville-Noroeste
El cantón de Cherburgo-Octeville-Noroeste era una división administrativa francesa, que estaba situada en el departamento de Mancha y la región de Baja Normandía.

## Composición
El cantón estaba formado por una fracción de la comuna que le daba su nombre:
- Cherburgo-Octeville (fracción)

## Supresión del cantón de Cherburgo-Octeville-Noroeste
En aplicación del Decreto nº 2014-246 de 25 de febrero de 2014, el cantón de Cherburgo-Octeville-Noroeste fue suprimido el 22 de marzo de 2015 y su fracción de comuna pasó a formar parte del nuevo cantón de Cherburgo-Octeville-1.